# Wiktor Żłuktow
Wiktor Wasiljewicz Żłuktow (ros. Виктор Васильевич Жлуктов, ur. 26 stycznia 1954 w Kramatorsku, Ukraińska SRR) – radziecki i rosyjski hokeista, reprezentant ZSRR, dwukrotny olimpijczyk.

## Kariera
- CSKA Moskwa (1973-1985)

Przez całą karierę był związany z CSKA Moskwa. W drafcie NHL z 1982 został wybrany przez Minnesota North Stars, jednak nie zagrał w lidze NHL.
Uczestniczył w turniejach mistrzostw Europy juniorów do lat 19 w 1973 oraz mistrzostw świata juniorów do lat 20 w 1974. Został kadrowiczem kadry seniorskiej ZSRR. Uczestniczył w turniejach zimowych igrzysk olimpijskich 1976, 1980, mistrzostw świata w 1976, 1977, 1979, 1983, Canada Cup 1976, 1981 oraz Challenge Cup 1979.
Po zakończeniu czynnej kariery zawodniczej pozostał przy pracy w sowieckim hokeju. Był szefem trenerów w Armii Czerwonej.
W niepodległej Rosji pracował w macierzystym CSKA Moskwa: jako kierownik drużyny od 1996 do 2001. Od 1998 był prezydentem klubu, a od 2001 do 2002 prezydentem.

## Sukcesy
Reprezentacyjne
- Złoty medal mistrzostw Europy juniorów do lat 19: 1973
- Złoty medal mistrzostw świata juniorów do lat 20: 1974
- Złoty medal zimowych igrzysk olimpijskich: 1976
- Srebrny medal mistrzostw świata: 1976
- Brązowy medal Canada Cup: 1976
- Złoty medal mistrzostw świata: 1979
- Brązowy medal mistrzostw świata: 1977
- Srebrny medal zimowych igrzysk olimpijskich: 1980
- Złoty medal Canada Cup: 1981

Klubowe
- Złoty medal mistrzostw ZSRR: 1973, 1975, 1977, 1978, 1979, 1980, 1981, 1982, 1983, 1984, 1985 z CSKA Moskwa
- Srebrny medal mistrzostw ZSRR: 1974, 1976 z CSKA Moskwa
- Puchar ZSRR: 1973, 1977, 1979 z CSKA Moskwa
- Finał Pucharu ZSRR: 1976 z CSKA Moskwa
- Puchar Europy: 1973, 1974, 1976, 1978, 1979, 1980, 1981, 1982, 1983, 1984, 1985 z CSKA Moskwa

Indywidualne
- Mistrzostwa Europy juniorów do lat 19 w hokeju na lodzie 1968:
  - Najlepszy napastnik turnieju[1]
- Liga radziecka 1980/1981:
  - Nagroda Najlepsza Trójka dla tercetu najskuteczniejszych strzelców ligi (oraz Władimir Krutow i Siergiej Makarow) - łącznie 96 goli

## Odznaczenia i wyróżnienia
Odznaczenia
- Medal „Za pracowniczą wybitność”
- Order „Znak Honoru”: 1979
- Order Przyjaźni Narodów: 1982
- Order Przyjaźni: 1996

Wyróżnienia
- Zasłużony Mistrz Sportu ZSRR w hokeju na lodzie: 1978
- Rosyjska Galeria Hokejowej Sławy: 2014